# Афереза
Афере́за (др.-греч. ἡ ἀφαίρεσις — отнятие, лишение, убывание; грам. опущение начальной буквы) — фонетическое явление; в широком смысле — выпадение начального звука в слове, главным образом безударного гласного. Аферезу можно считать частным случаем синкопы.

## Афереза какметрическоеявление
В греческом стихе — опущение начального гласного (кроме υ) в слове, если предыдущее слово заканчивается гласным; напр. ἐκ ποταμοῦ ’πανέρχομαι (Anacr. 73), где ’πανέρχομαι вместо ἐπανέρχομαι. В греческих стихах афереза встречается сравнительно редко.
В латинском — опущение гласной «e» в словах «es», «est» в том случае, если предыдущее слово заканчивается на гласный или на сочетание гласный + «m»; напр. Bella es, novimus, et puella, verum est Архивная копия от 28 октября 2020 на Wayback Machine (Mart. Ep. I 64, 1) читается как «bél-las-nó-vi-mu-sét-pu-él-la-vé-rumst».

## Пример аферез как явлений развития языка
- греч. επισκοπος («эпи́скопос») > Вульгарная латынь [e]biscopu > Английское bishop

(/ˈbɪʃəp/ — совр. англ. епископ, слон (шахматная фигура))
- Старофранцузское evaniss- > Английское vanish

(~ [ˈvænɪʃ] — совр. англ. исчезать, пропадать)
- Английское [a]cute > cute

(~ [əˈkjuːt] — уст. англ. сообразительный, совр.англ. острый, резкий (о звуке))
(~ [kjuːt] — уст. англ. сообразительный, совр.англ. милый)
- Английское [E]gyptian > Gyptian > Gypsy

(~ [ɪˈdʒɪp.ʃən] — уст. англ. цыган, цыганский (язык) совр.англ. египетский, египтянин)
(~ [d͡ʒɪp.si] — совр. англ. цыган, цыганский)
- Английское [a]mend > mend

(~ [əˈmɛnd] — совр. англ. вносить поправки, чинить)
(~ [mɛnd] — совр. англ. чинить, улучшение (как состояние здоровья или дел))
- Английское [e]scape + goat > scapegoat

(~ [ˈskeɪpˌɡoʊt] — совр. англ. козёл отпущения)
- Английское [e]squire > squire

(~ [ɪˈskwaɪə] — уст. англ. эсквайр, оруженосец, вежливое обращение к мужчине до вхождения в обиход слова джентльмен)
(~ [ˈskwaɪ.ə] — уст. англ. сквайр, оруженосец, помещик, вежливое обращение к мужчине до вхождения в обиход слова джентльмен)
- Шведское [st]rand («стра́нд» — берег) > Финское ranta («ра́нта» — берег).
- Английское [k]nife произносится /ˈnaɪf/ («на́йф» — нож)
- Аферетические формы русских имен: [Ил]ларион > Ларион
- В русском языке турецкое название Istanbul используется в русифицированном варианте Стамбул

## Афереза, синкопа и апокопа на примере итальянского
В итальянском языке помимо элизии (выпадения последнего гласного) также наблюдаются выпадания целых слогов, которые при этом не маркируются апострофом (как в случае элизии). Называться это явление может по-разному:
- афереза (afèresi) — опускание слога в начале слова;
- синкопа (sincope) — опускание слога в середине слова;
- апокопа (apocope, также troncamento) — опускание последнего слога (без присоединения последующего слова).